# Маслиненозелена муния
Маслиненозелената муния (Amandava formosa) е вид птица от семейство Estrildidae. Видът е световно застрашен, със статут Уязвим.

## Разпространение и местообитание
Разпространен е в Индия.